# Daniel Idrogo Benavides
Segundo Daniel Idrogo Benavides (Chota, 22 de junio de 1953) es un  dirigente sindical, abogado y político peruano. Fue diputado por Cajamarca desde 1985 hasta 1990.

## Trayectoria política
Desde muy joven se dedicó a la actividad sindical, iniciándola en el fortalecimiento de las rondas, llegando a ocupar el cargo de presidente de la CUNARC.[cita requerida]

### Diputado por Cajamarca
Por primera vez incursiona en el ámbito de la política participando como candidato por Cajamarca a la Cámara de Diputados del Congreso de la República en las elecciones del año 1980 por la Unión de Izquierda Revolucionaria (UNIR), sin embargo, no resultó elegido.[cita requerida]
Idrogo, decidió postular nuevamente a la Cámara de Diputados como miembro de la coalición Izquierda Unida en las elecciones de 1985, resultando elegido para el para el período 1985-1990 con 13,471 votos.
Durante su labor parlamentaria, Idrogo se caracterizó por abrir las puertas del parlamento a los gremios sindicales y a la defensa de los derechos laborales.[cita requerida]
Al culminar su periodo parlamentario, retornó a los fueros sindicales. Específicamente a la rondas campesinas.[cita requerida]